# Beni Hassan (Egipto)

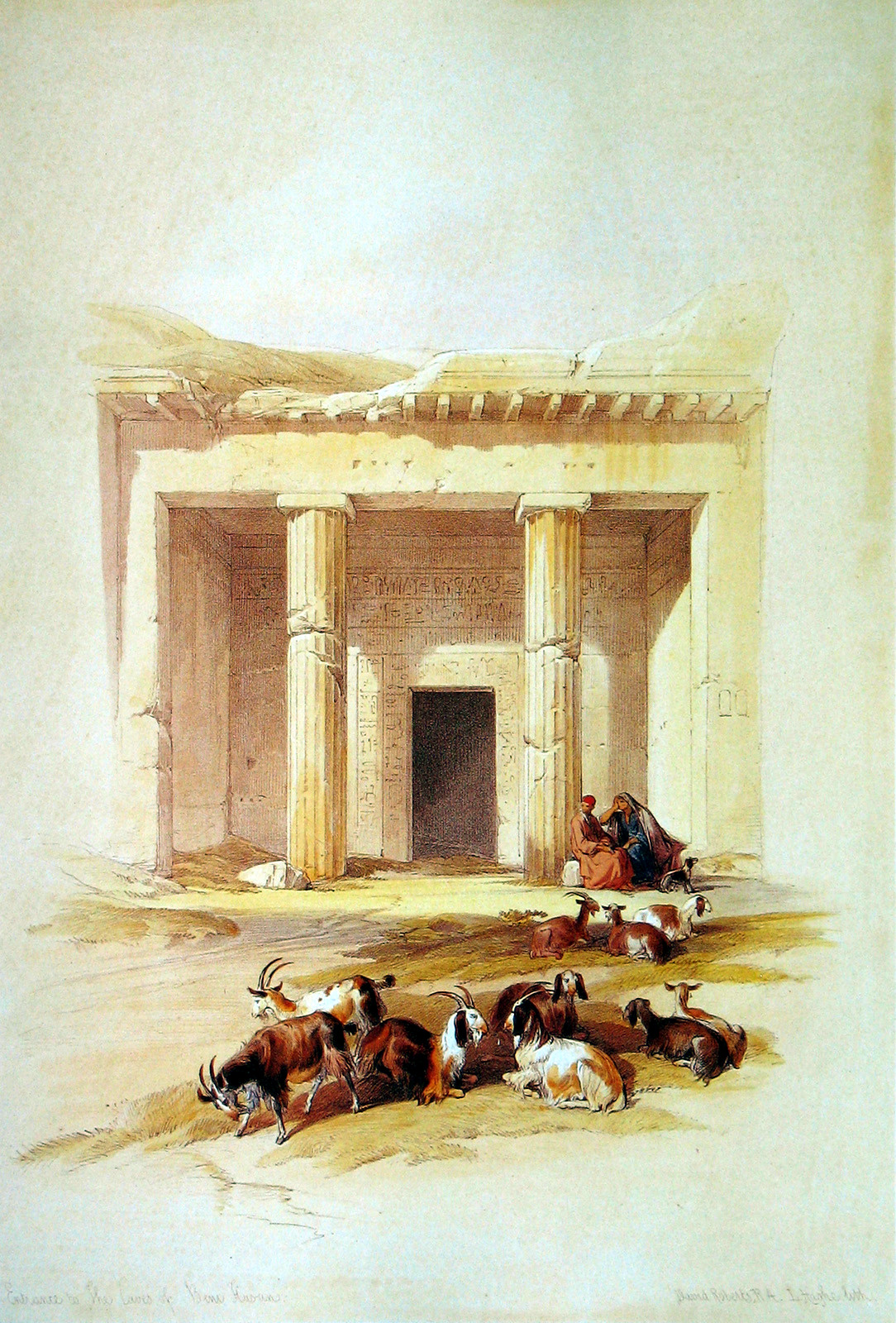
Dibujo de una tumba en Beni Hassan realizado por David Roberts, c. 1838.

Beni Hassan, o Beni Hasan (árabe: بني حسن) es una localidad del Egipto Medio, situada en la orilla oriental del Nilo, a unos veinte kilómetros al sur de Menia y unos 270 kilómetros al sur de El Cairo. Durante el Imperio Medio era el centro del culto a la diosa Pajet.
La zona posee una necrópolis en la ribera oriental del Nilo que data de la época de las dinastías XI y XII; sus tumbas fueron utilizadas por los gobernadores del nomo XVI del Alto Egipto.

## Necrópolis
Las tumbas están excavadas en la roca al este del río y son similares a otras de la misma época. La mayoría tienen una disposición similar, con una entrada tallada en la roca y una sala grande con columnas. Los decoradores representaron tanto la biografía del muerto como otras escenas.
De los treinta y nueve hipogeos de la inmensa necrópolis, doce presentan decoraciones murales de gran interés, representando temas de la vida agrícola y escenas de artesanos del vidrio, orfebres, etc. Estas decoraciones, típicas del Imperio Medio, son especialmente notables en la tumba de Jnumhotep II, nomarca de la dinastía XII, donde se aprecian una caravana de asiáticos, una cacería de patos y la recolecta de higos.
Cuatro de las 39 tumbas son accesibles:
- Tumba 2 - Amenemhet, conocido como Ameni, nomarca de Sesostris I.
- Tumba 3 - Jnumhotep II, nomarca con Amenemhat II, Sesostris II y Sesostris III.
- Tumba 15 - Baqet III: contiene pinturas sobre técnicas de lucha.
- Tumba 17 - Jety, nomarca de la dinastía XI, hijo de Baqet.

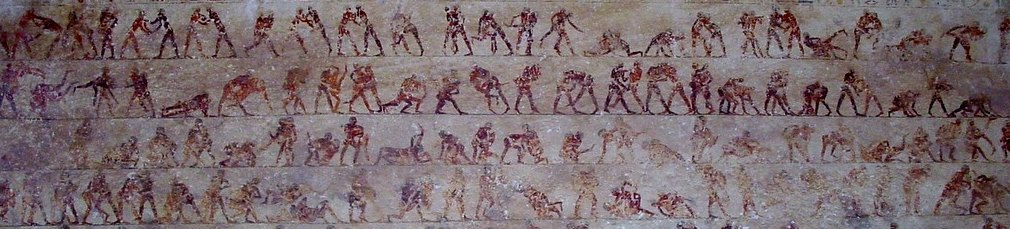
Escenas de lucha, decoración de la tumba 15 (BH15).

## Templo de Pajet
En las cercanías está el templo de Pajet, excavado en la roca por órdenes de Hatshepsut. En la entrada tenía una inscripción sobre las calamidades traídas por los hicsos.

## Galería

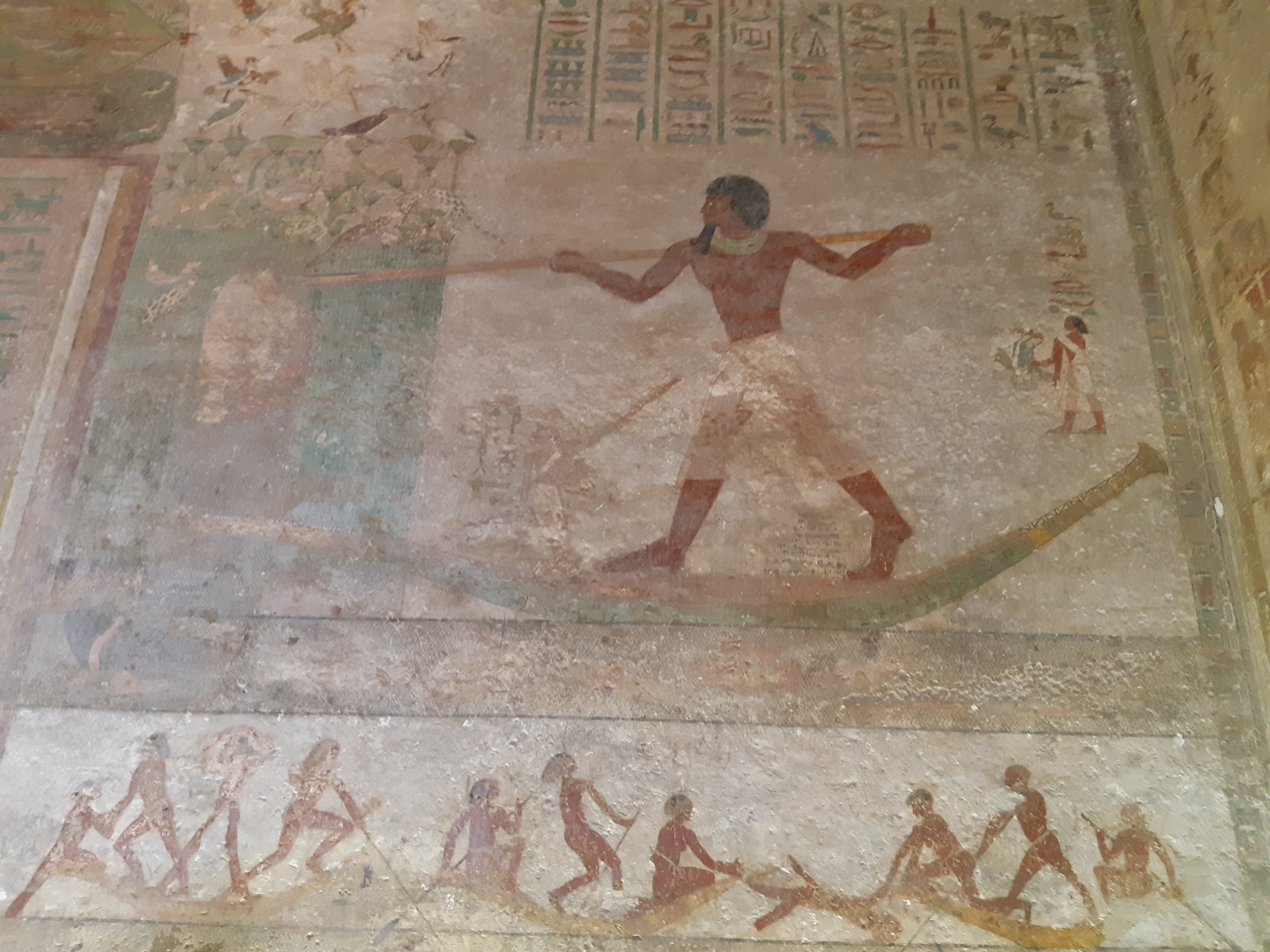
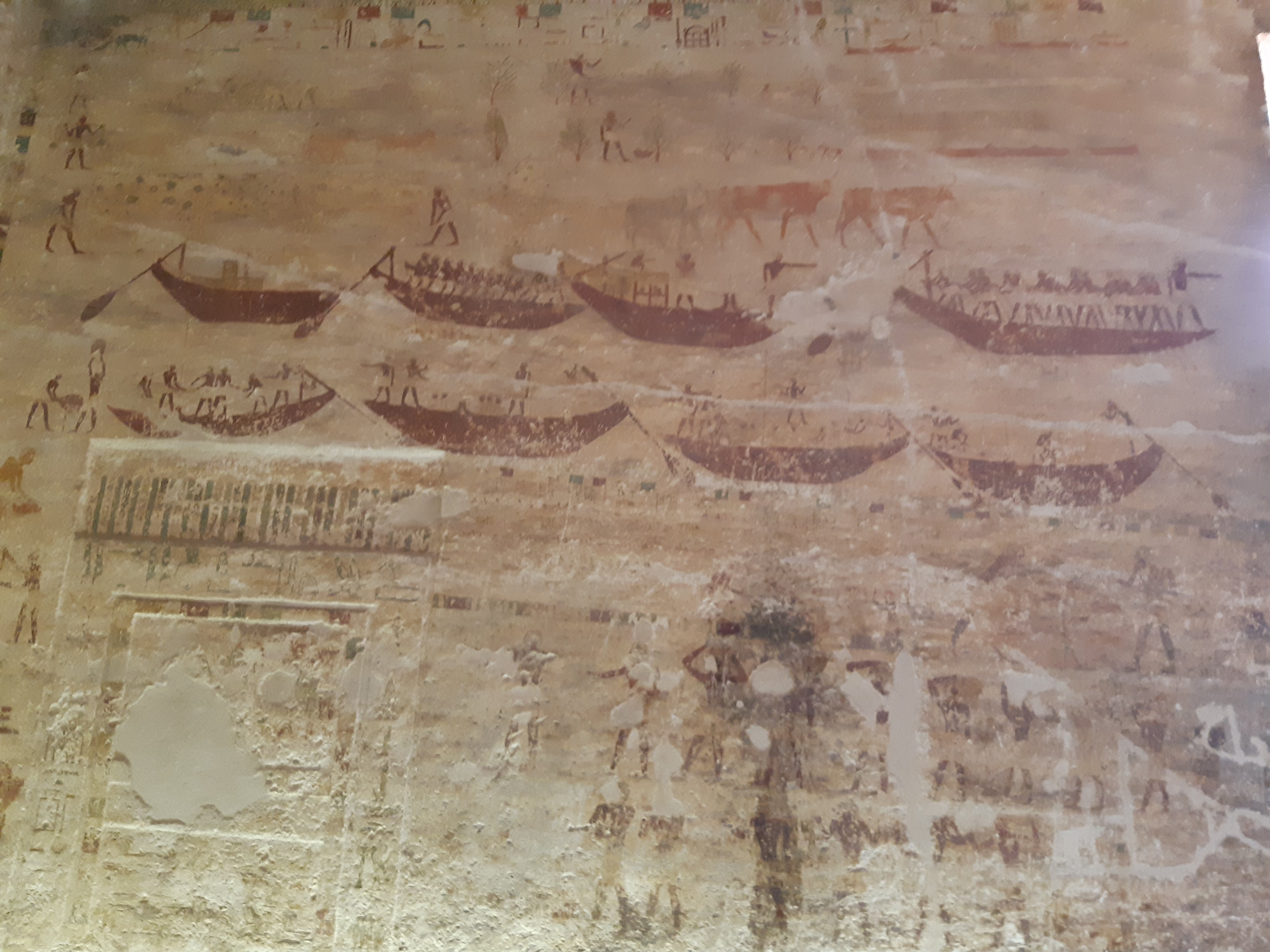
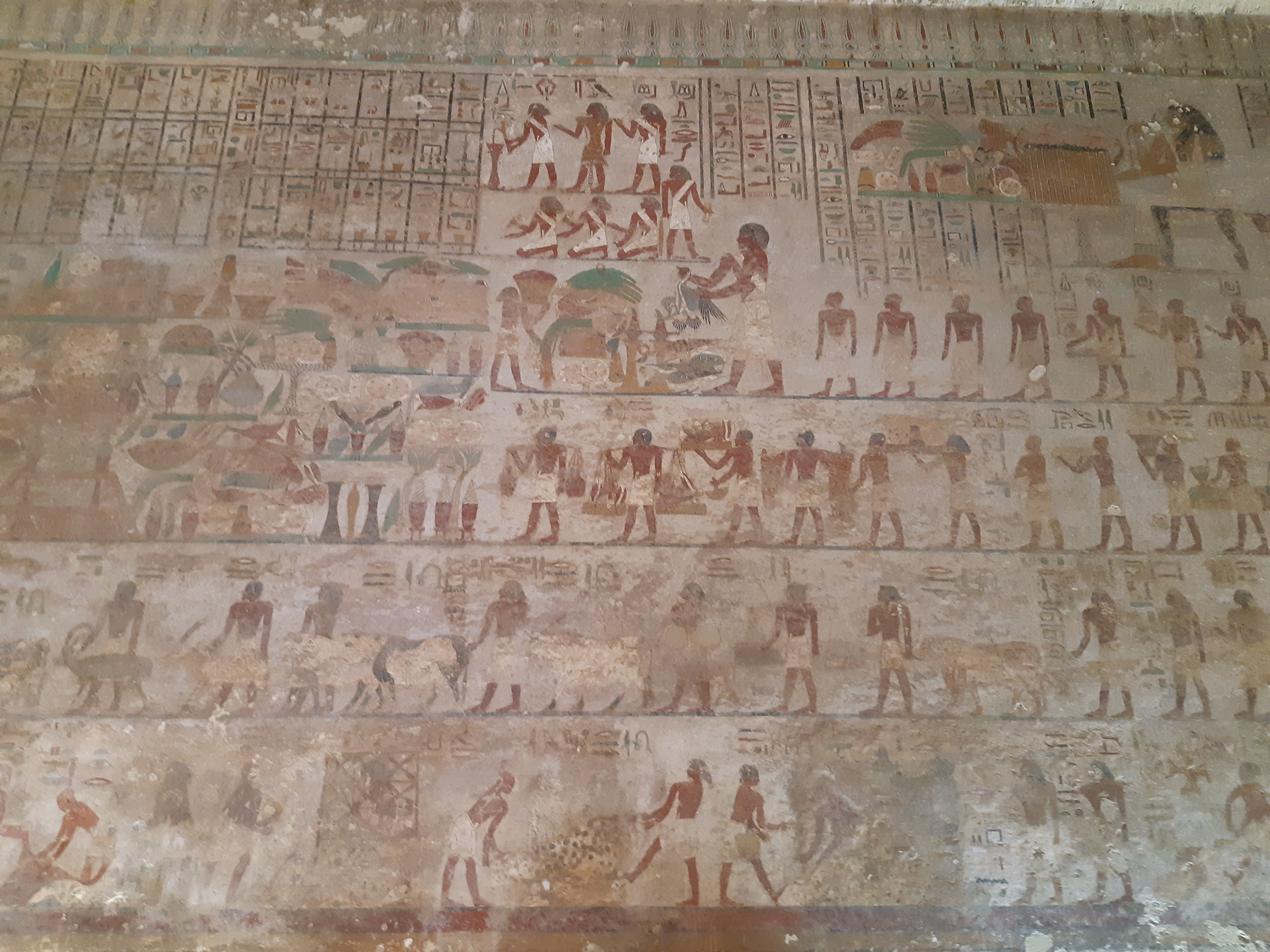
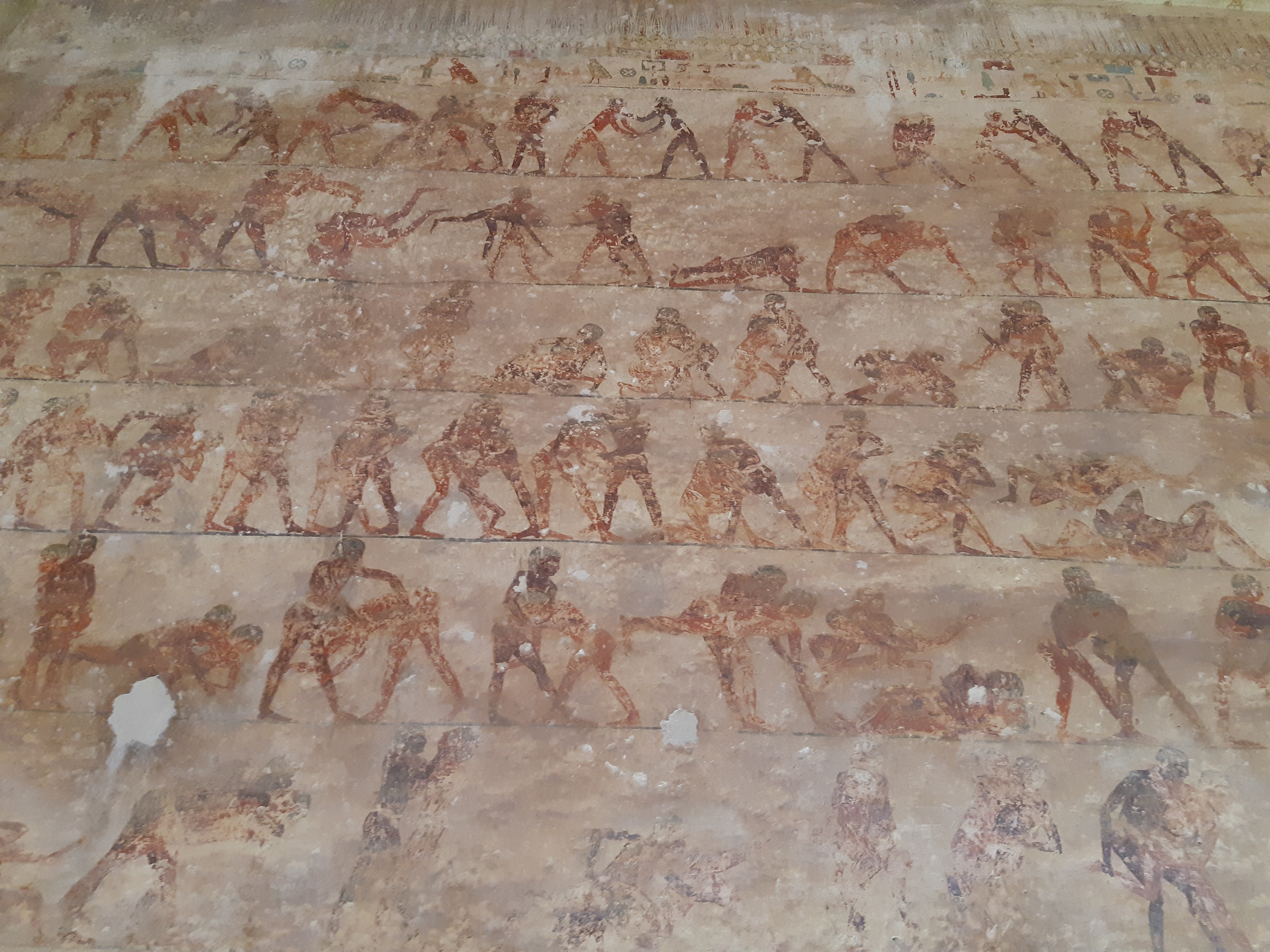
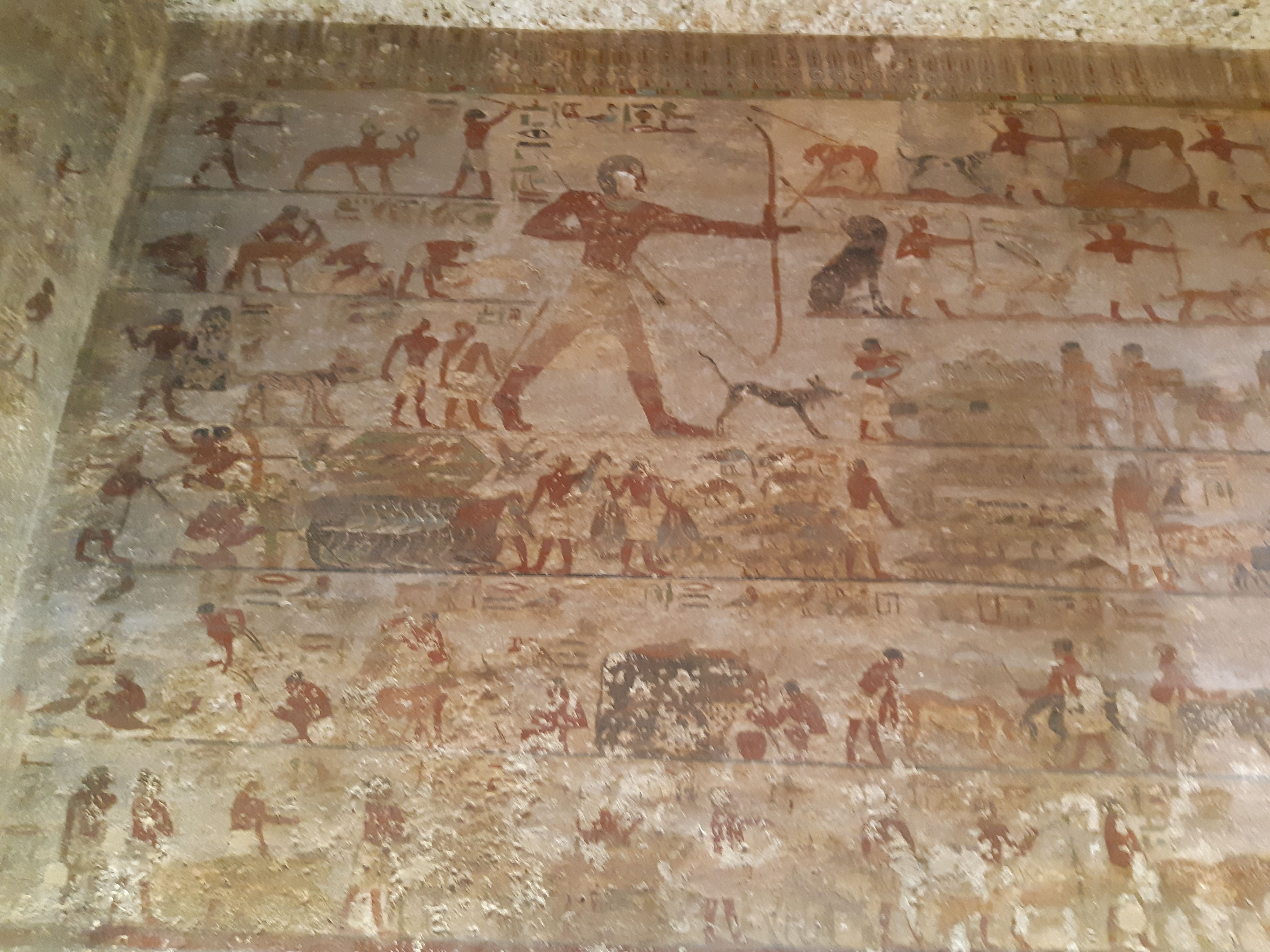
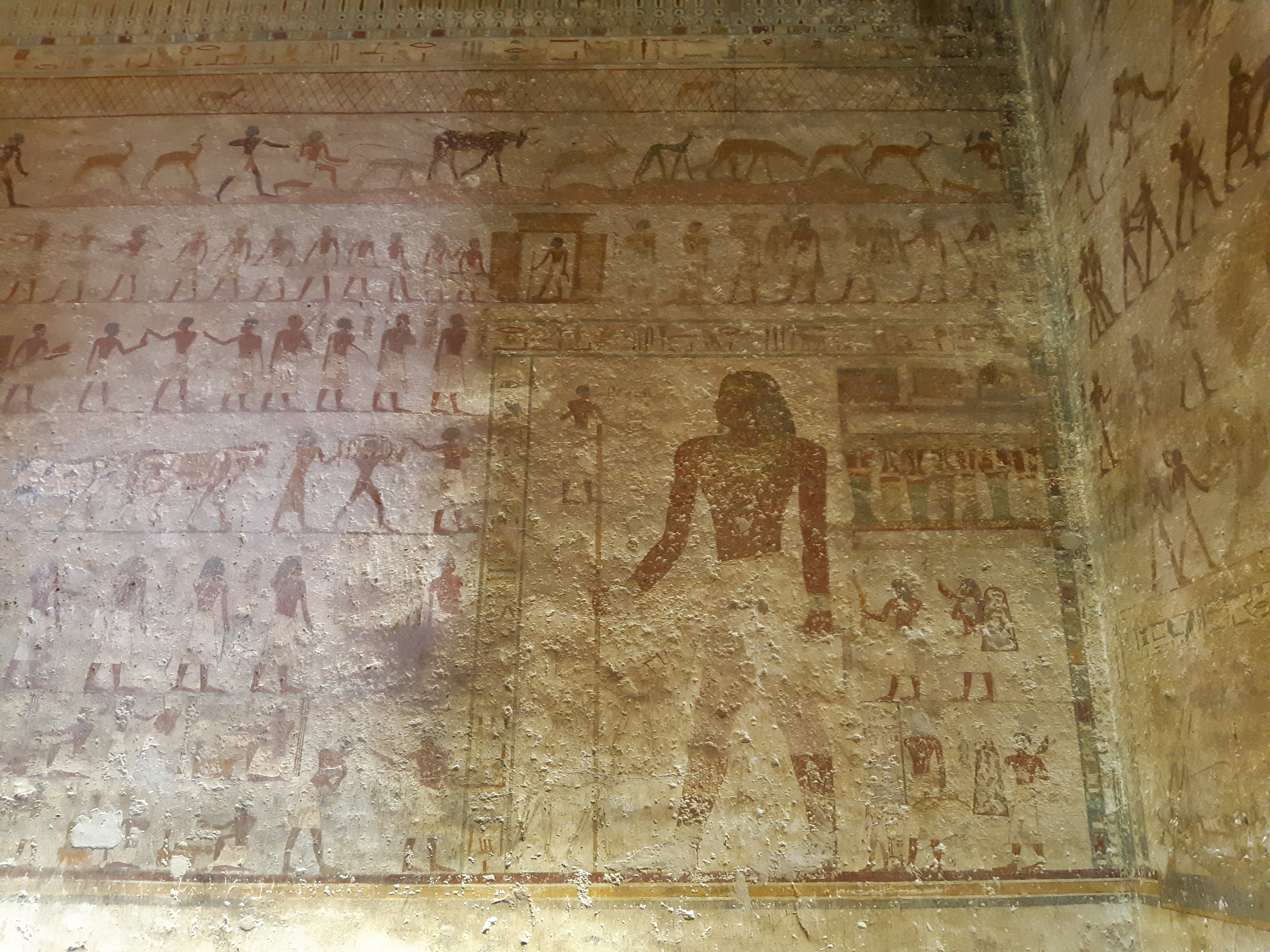
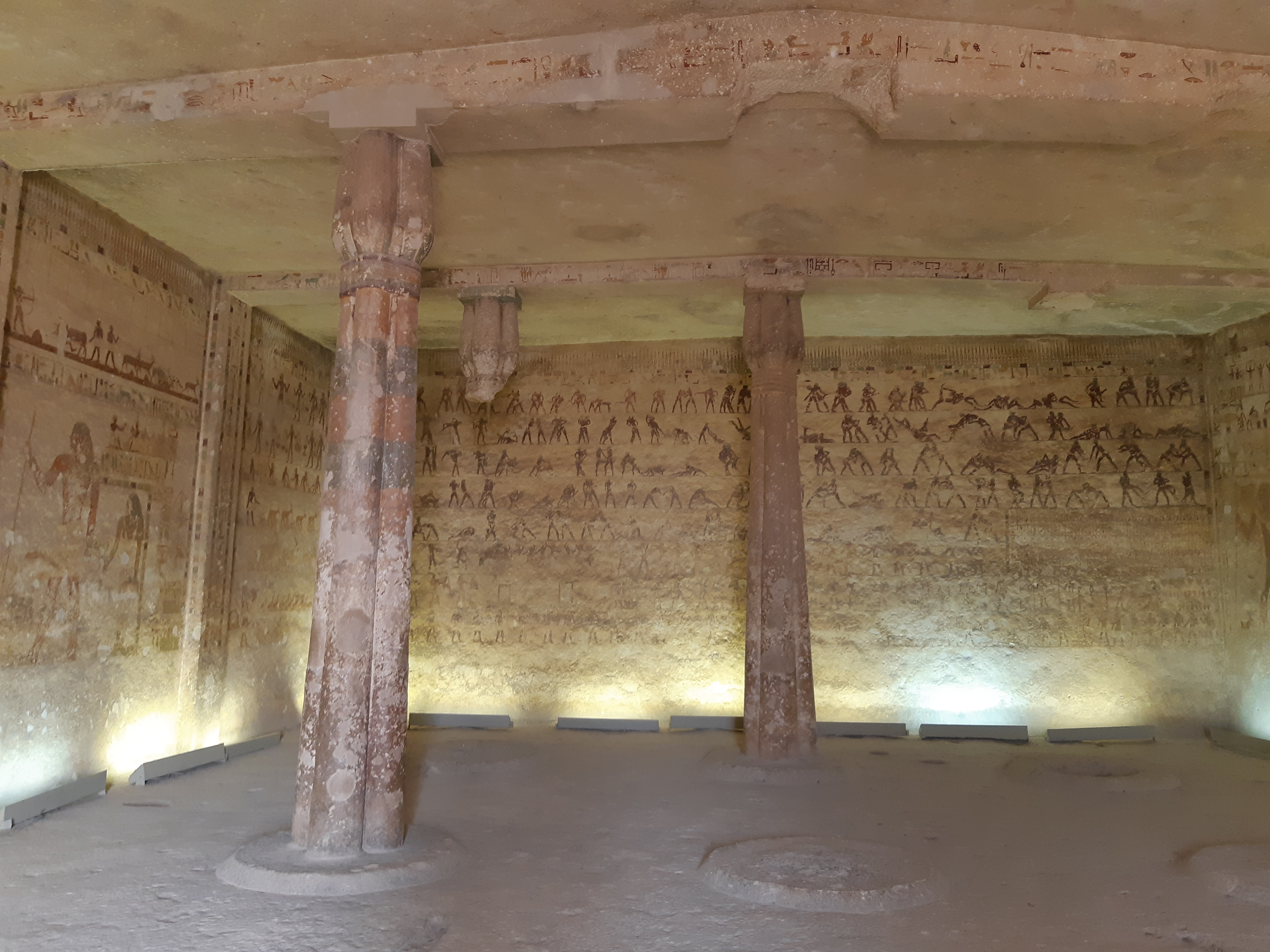
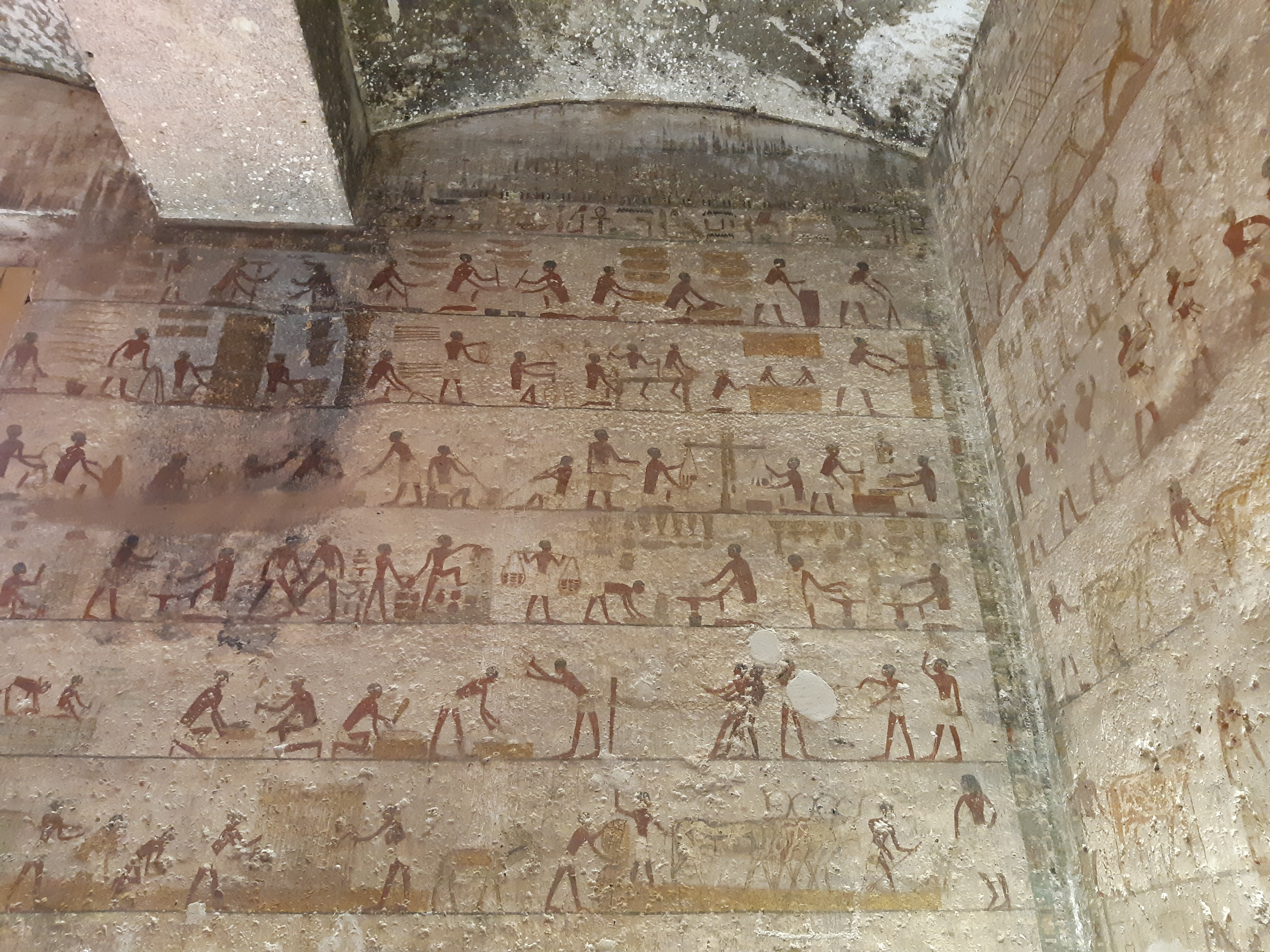